# Paula Ungureanu
Paula-Claudia Ungureanu (Brașov, 30. ožujka 1980.) rumunjska je rukometna vratarka koja brani za CSM Bukurešt i Rumunjsku rukometnu reprezentaciju. Jedna je od najboljih rumunjskih i europskih vratarki svoga vremena.
S rumunjskom reprezentacijom osvojila je srebru i broncu sa svjetskih, i broncu s europskih prvenstava, postavivši se kao temelj reprezentacije. Na svome je mjestu uspješno naslijedila Luminițu Dinu, koja je za reprezentaciju branila 11 godina. Na Svjetskom prvenstvu 2009. u Kini, gdje je Rumunjska završila na 8. mjestu, bila je 4. najuspješnija vratarka turnira, od 24 reprezentacije. Na Europskom prvenstvu 2014., održanom u Mađarskoj i Hrvatskoj, bila je druga najbolja vratarka turnira s 40% obrana.

## Karijera
Klupsku karijeru započela je u domaćem klubu iz Deve, gdje je isprva igrala sa sveučilišnu ekipu, da bi je kasnije prepoznali u klubu. 2004. potpisuje za austrijski klub Hypo Niederösterreich, s kojim je dvaput osvojila državno prvenstvo i ÖHB-Cup. Sredinom 2005., branila je za klub u poluzavršnici Europskoga kupa. Unatoč odličnoj igri u austrijskoj momčadi, klub nije pokazao dovoljno zanimanja za ostanak Ungureanu, koja potpisuje za mađarski Dunaújvárosi Kohász iz grada Pentela. U mađarskom klubu nije ostvarila značajnije rezultate, osim nastupa u poluzavršnici Europskoga kupa 2008. godine.
Početkom sezone 2008./2009. odlazi u koprivničku Podravku, s kojom je osvojila hrvatsku prvu ligu, kup i regionalno natjecanje. Unatoč sjajnoj sezoni u Hrvatskoj i zanimanju klub, zbog novčanih nedostataka, potpisuje za domaći CS Oltchim iz grada Râmnicu Vâlcea u jugozapadnoj Rumunjskoj. U sve četiri sezone u klubu uspjela je osvojiti državno prvenstvo, a 2011. i rumunjski rukometni kup za žene. U sezoni 2009./2010. s klubom je došla do završnice EHF Lige prvakinja, gdje su izgubili od danskog Viborga.
Na ljeto 2013. prebacuje se u HCM Baia Mare, s kojim 2014. osvaja državno prvenstvo, a 2014. i 2015. i državni rukometni kup. Zbog odlične igre i visokog prosjeka obrana, u jesen 2016. odlazi u najjači rumunjski ženski rukometni klub, CSM Bukurešt, i iste godine s njim osvaja naslov europskog prvaka pobjedom nad mađarskim Győrom u završnici EHF Ligi prvakinja. Njezina suigračica, Jelena Grubišić, također vratarka, bila je proglašena najboljom igračicom natjecanja.

## Pojedinačne nagrade
- Najbolja vratarka Karpatskoga trofeja: 2010., 2012.[4]
- Rumunjska rukometašica godine: 2012., 2014.
- Najbolja vratarka memorijalnog turnira "Tomáš Jakubč": 2013.
- Najbolja vratarka Trofeja prvakinja Baia Mare: 2014.[5]
- Članica ekipe turnira Trofeja prvakinja Baia Mare: 2014.
- Najbolja igračica Rumunjske rukometne lige: 2015.